# Supuration
Supuration (z anglického Suppuration – hnisání) je francouzská death metalová hudební skupina z Wallers založená v roce 1987 původně pod názvem Deadly Toy (1987–1989). V letech 1989–1990 používala název Etsicroxe (pozpátku Exorciste, exorcista). Od roku 1990 používá název Supuration.
Hudebníci Thierry Berger (bicí), Fabrice Loez (elektrická kytara), Ludovic Loez (el. kytara, vokály) a Frédéric Fievez (baskytara) mají další avantgarde-metalový projekt S.U.P. (zkratka pro Spherical Unit Provided).
Debutové studiové album vyšlo roku 1993 a nese název The Cube. 

## Diskografie
Dema
- Sultry Obsession (1990)
- Official Rehearsal (1990)
- Promo tape '91 (1991)
- Jacques le Fataliste (1994)
- Live at Radio Campus (1994)
- Live 95 (1995)

Studiová alba
- The Cube (1993)
- Incubation (2003)
- Cube 3 (2013)
- Reveries... (2015)

EP
- Sultry Obsession (1990)
- Isolated (1991)

Kompilační alba
- 9092 (1995)
- Live @ Rockline (Lille - F) 1992 (official bootleg #07) (2004)
- Live @ Essen (DE) 1994 (Official Bootleg #08) (2004)
- Live Etaples / Macon / La locomotive 1994 (official bootleg #09) (2004)
- Supuration Ultimate Sessions 1992-1993 (official bootleg #14) (2006)
- Back from the Crematory (2011)

Živá alba
- Live Series Vol I Incubation Tour (2017)

Split nahrávky
- Fleshcrawl / Supuration / R.U. Dead? (1993) – 3way split audiokazeta s německými kapelami R.U. Dead? a Fleshcrawl
- Official Bootleg #03 ("Room Seven" Demos / "Live at Radio Campus") (2003) – společně se S.U.P.

Various Artists kompilace
- Obscurum per Obscurius (1992) – VA kompilační CD s kapelami Supuration, Putrid Offal, Krhomadeath, Sepulchral, Dagon a Nocturnal Fears